# Agni (missile)
Pour les articles homonymes, voir Agni.

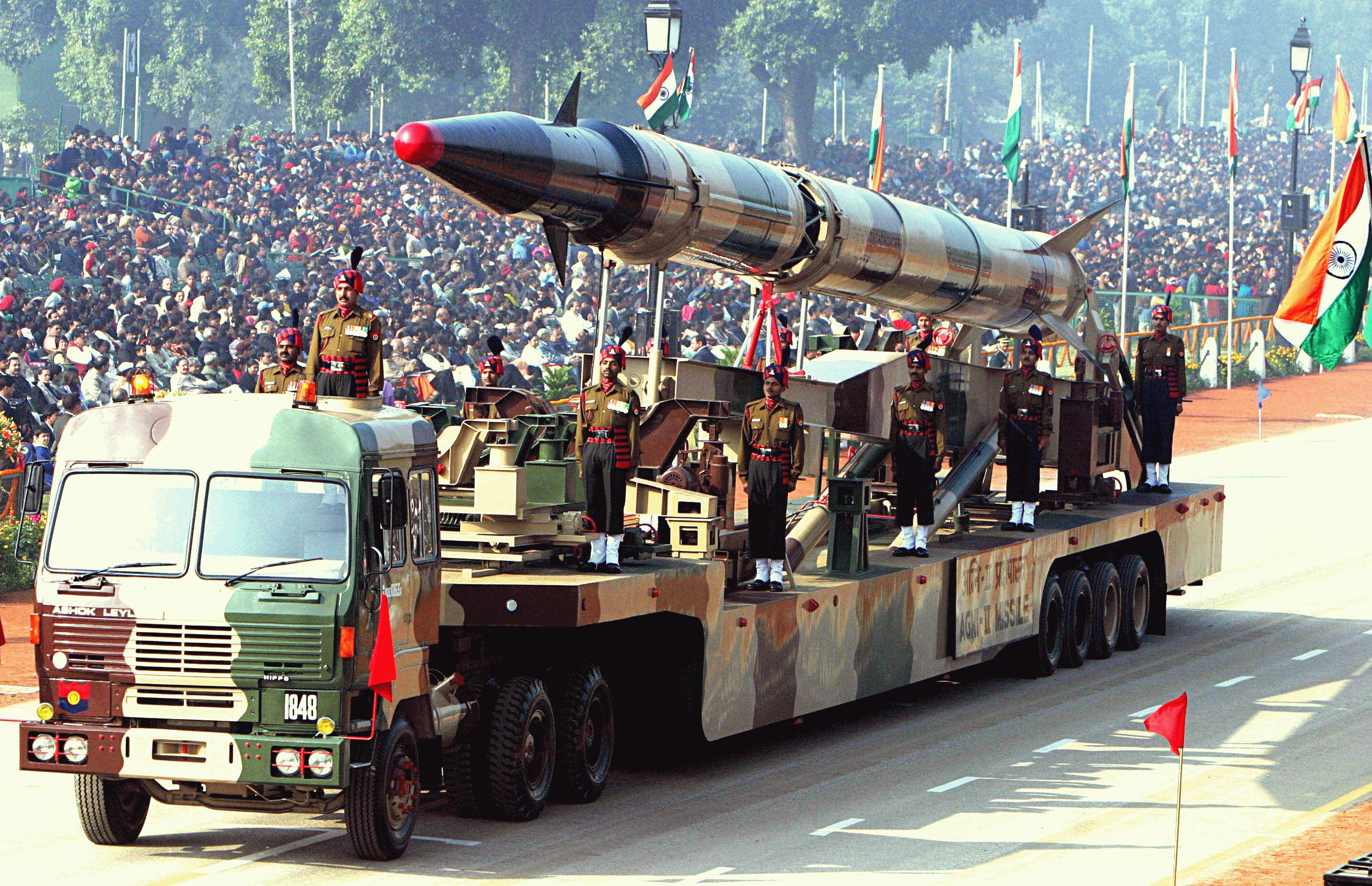
Agni II

Portée des missiles Agni II, III et V tirés depuis le territoire de l'Inde.

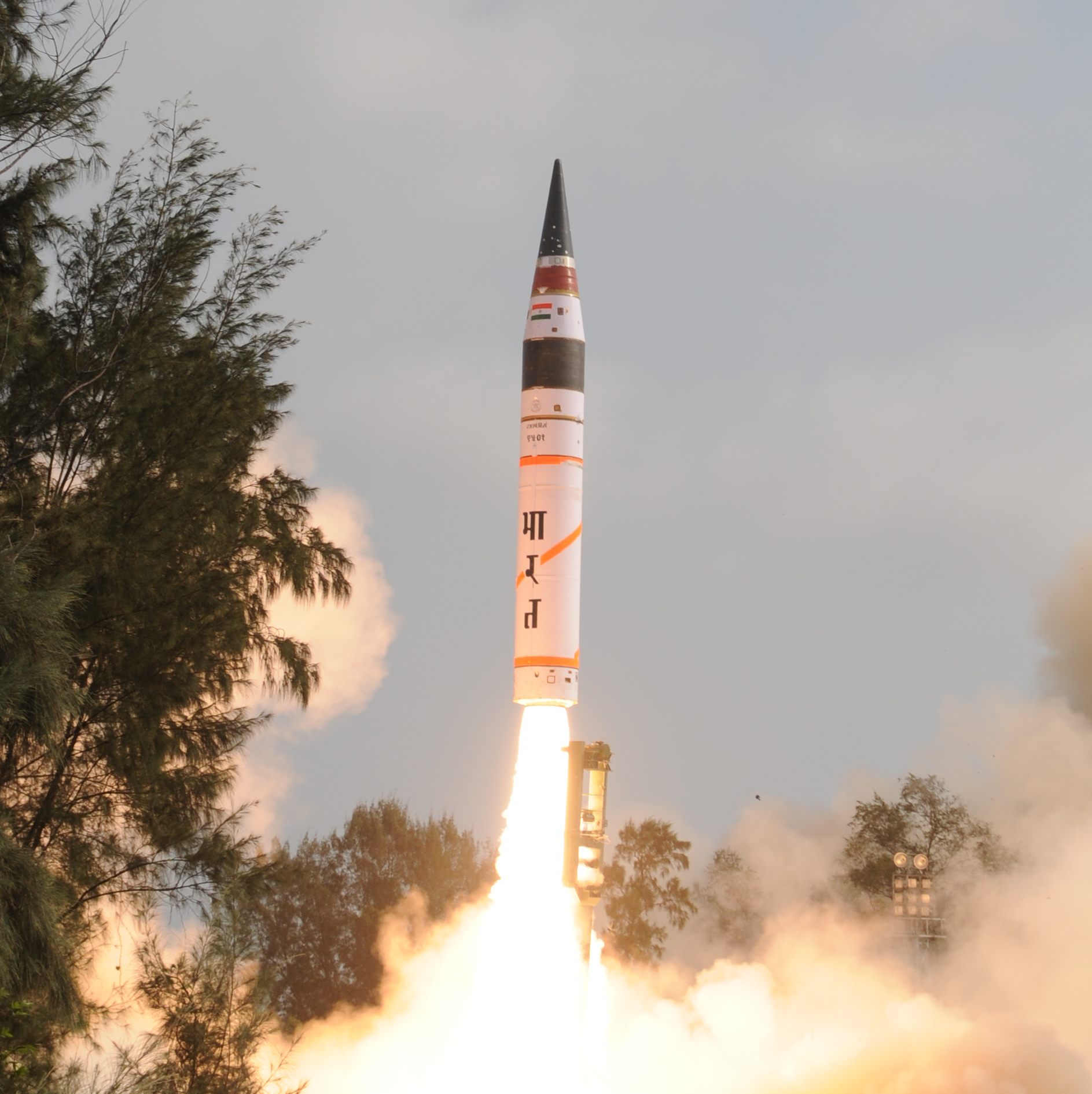
Premier tir d'un missile Agni V en avril 2012.

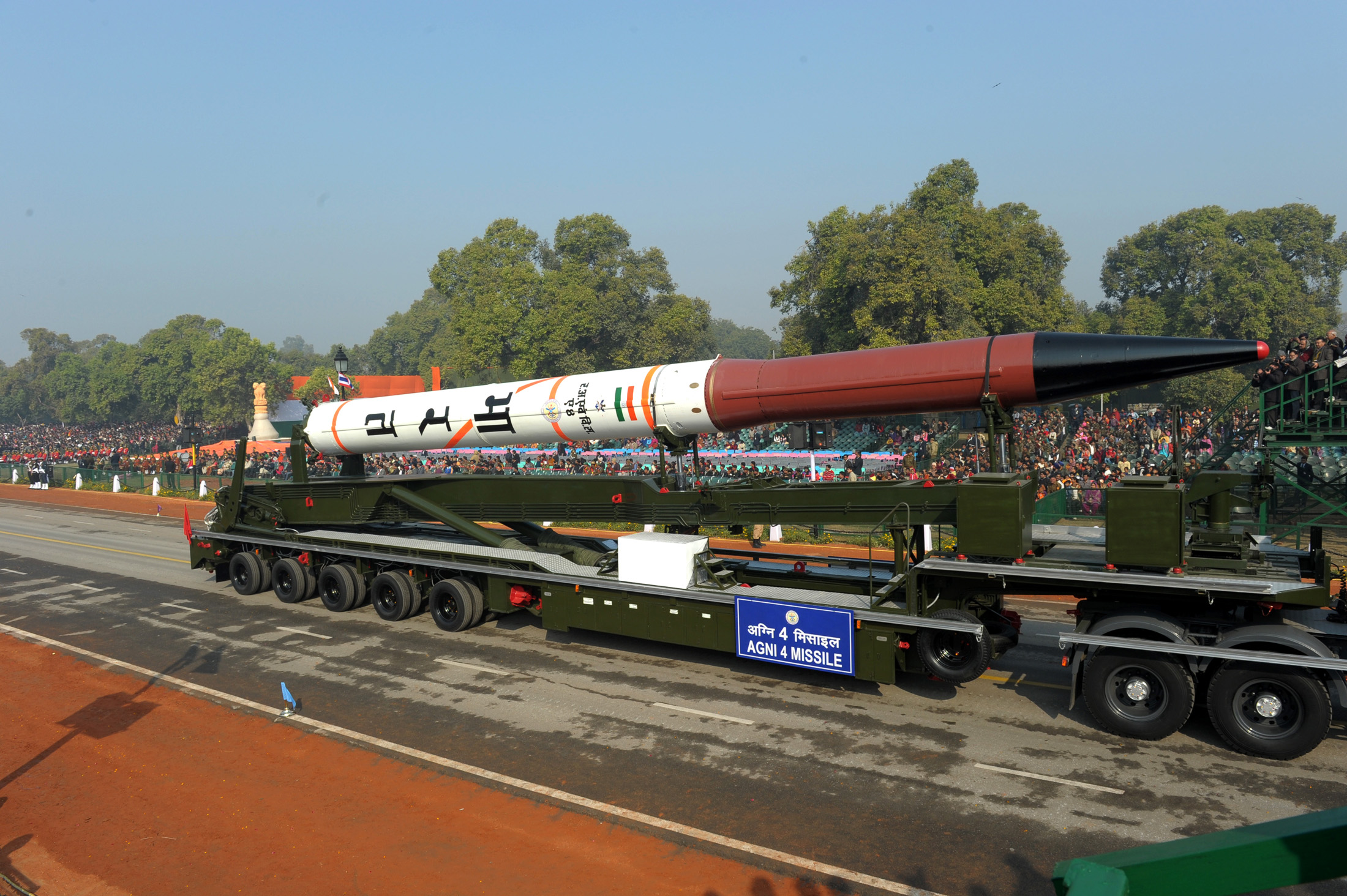
Missile Agni IV.

Agni (sanskrit : अग्नि, qui peut se traduire par « feu ») est une famille de missiles balistiques à tête nucléaire développée par l'Inde. Les premiers développements remontent aux années 1980 et l'Agni I première version à courte portée (700 km) devient opérationnel et est déployé en 2007. Plusieurs versions de portée moyenne de plus en plus importante sont développés et deviennent opérationnels par la suite : Agni II (2000 km en 2011), Agni III (3200 km en 2014), Agni IV (3500 km en 2018). L'Agni V (5200 km) a effectué plusieurs tirs réussis depuis 2012 et devrait devenir opérationnel en 2020 tandis que le premier missile balistique à longue portée indien est en cours de développement en 2019. Ces missiles emportent selon les versions une charge utile comprise entre 1 et 2 tonnes constituée par une charge nucléaire unique d'une puissance de 40 kilotonnes d'équivalent TNT.  

## Historique

### Premières tentatives de développement de missiles (1958-1970)
Le programme des missiles balistiques indiens est lancé en 1958 lorsque  le premier Premier ministre de l'Inde Nehru donne son accord pour la construction du centre de production de plutonium de Trombay. La DRDO (agence chargée du développement des matériels militaires indiens) et son principal laboratoire le DRDL tentent de réaliser un missile analogue au missile soviétique SA-2 dans le but d'acquérir les bases technologiques et scientifiques nécessaires à la production en série de missiles. Mais le projet, qui ne rencontre aucun soutien dans les forces armées et se heurte à des difficultés techniques et organisationnelles, est un échec.  
L'Inde débute en mai 1964 la production locale de la fusée-sonde française non guidée Centaure de 0,5 tonne à laquelle les ingénieurs indiens vont apporter quelques modifications et qui leur permet  d'acquérir la maitrise de la propulsion à propergol solide. Au cours de la décennie 1970 l'Inde lance deux programmes majeurs - les projets Devil et Valiant - visant à acquérir les connaissances nécessaires pour le développement d'un missile balistique. Le projet Vailant porte sur le développement d'un missile d'une portée de 8 000 kilomètres mais il est arrêté en 1974 à la suite de problèmes rencontrés dans la mise au point de la propulsion. Le projet Devil tente d'acquérir une expertise opérationnelle par rétro-ingénierie du missile soviétique anti-aérien  SA-2 avec comme objectif d'en produire une copie à la fin de la décennie. Le projet est arrêté en 1980 mais il a permis de poser les bases de la série des missiles Prithvi.
En 1980 le SLV, un petit lanceur à propergol solide développé entièrement en Inde, permet à ce pays de placer un satellite artificiel en orbite en utilisant uniquement des moyens nationaux. Par ailleurs l'Inde maitrise la technique de construction des bombes nucléaires avec un premier essai réussi le 18 mai 1974. Le pays dispose désormais des technologies de base lui permettant d'envisager la réalisation d'un missile balistique à tête nucléaire.

### Développement des premiers programmes de missile indiens (décennies 1980 et 1990)
Le retour au pouvoir d'Indira Gandhi, favorable au développement d'un programme d'armes nucléaires, relance les projets de missiles. Un comité est créé en 1982 pour étudier les différentes trajectoires permettant de développer ceux-ci. Un an plus tard le comité met sur pied le programme IGMDP (Integrated Guided Missile Program) une organisation qui va permettre à la DRDO de mettre au point ses systèmes de missiles modernes. Pour un  usage opérationnel dans les forces armées sont lancés le développement du missile anti-aérien courte portée Trishul, du missile anti-aérien longue portée Akash et du missile antichar Nag. Le programme contribue à plus long terme au développement  des missiles balistiques sol-sol Prithvi et Agni.
Contrairement aux projets précédents, le programme IGMDP bénéficie au cours des décennies 1980 et 1990 d'un appui constant sur le plan à la fois financier et politique.  Alors que l'Inde subit des sanctions de la communauté internationale consécutive à son premier essai nucléaire de 1974, les responsables politiques indiens et l'administration encouragent les recherches dans le domaine civil lorsqu'elles ont des retombées mixtes civiles et militaires. C'est notamment le cas du lanceur SLV qui est considéré par certains comme un démonstrateur technologique ayant permis de mettre au point le premier missile balistique Agni. Pour propulser les premiers missiles balistiques  les responsables du DRDO hésitent entre propergol solide et propulsion à ergols liquides. Les partisans du propergol solide mettent en avant la simplicité de la conception et la maintenance allégée qui compense largement la flexibilité des ergols liquides. Les responsables indiens décident de ne pas trancher. Les missiles Agni utiliseront le propergol solide tandis que les missiles Prithvi utiliseront les travaux antérieurs sur la propulsion à ergols liquides.

### Premiers missiles opérationnels
Prithvi-I est le premier missile balistique indien mis au point. Cet engin à courte portée (150 kilomètres) est testé pour la première fois en 1988 et dévient opérationnel en 1994. Il permet à l'Inde de disposer d'une capacité de frappe nucléaire limitée contre le Pakistan. Le missile à moyenne portée Agni I (1400 km) effectue deux vols d'essais réussis en 1994. Ce nouveau missile va servir de base pour le programme de missiles balistiques à longue portée indien tandis que le Prithvi va se cantonner au rôle de missile stratégique à courte portée.       

### Développement de la famille des missiles Agni
Au cours de la deuxième moitié de la décennie 1990 et dans les années 2000, l'Inde poursuit de manière continue le développement des familles de missile Prithvi et Agni. Après une série d'essais réussis, le missile Agni III d'une portée de 3200 kilomètres entre en service dans les forces armées. En 2014 c'est au tour du missile Agni IV, d'une portée de 4000 kilomètres d'entrer en service. La version Agni V, d'une portée de 5000 kilomètres a été testée à plusieurs reprises avec succès depuis 2012 mais n'était pas encore considérée comme opérationnel fin 2019. Sa portée ne le range pas dans la catégorie des missiles balistiques intercontinentaux mais il suffirait de modifications mineures pour qu'il puisse être considéré comme tel.

## Principales caractéristiques des missiles Agni
Tous les missiles Agni sont montés sur des plateformes mobiles (rail ou route) et ont une propulsion à propergol solide.
| Missile  | Statut           | Nombre déployé | Date déploiement | Caractéristiques techniques                                                                   | Portée   | Charge utile | Tête nucléaire |
| -------- | ---------------- | -------------- | ---------------- | --------------------------------------------------------------------------------------------- | -------- | ------------ | -------------- |
| Agni I   | Opérationnel     | environ 20     | 2007             | Mono-étage Masse : 12 tonnes Longueur : 15 m. , diamètre : 1 m.                               | 700 km   | 2000 kg      | 40 kilotonnes  |
| Agni II  | Opérationnel     | environ 8      | 2011             | Deux étages Masse : 16 tonnes Longueur : 19,5 m. , diamètre : 1 m.                            | 2 000 km | 1000 kg      | 40 kilotonnes  |
| Agni III | Opérationnel     | environ 8      | 2014             | Deux étages Masse : 48,3 tonnes Longueur : 16,3 m. , diamètre : 2 m.                          | 3 200 km | 2000 kg      | 40 kilotonnes  |
| Agni IV  | Opérationnel     |                | 2018             | Deux étages Masse : 20 tonnes Longueur : 19 m. , diamètre : 1,3 m.                            | 3500 km  | 1000 kg      | 40 kilotonnes  |
| Agni V   | En cours de test |                | 2020 ?           | Deux étages Masse : 52 tonnes Longueur : 17,6 m. , diamètre : 2 m. Lancé depuis un containeur | 5 200 km | 1000 kg      | 40 kilotonnes  |
| Agni VI  | Développement    |                |                  |                                                                                               | 6 000 km |              |                |

## Organisation
L'entreprise d'état Bharat Dynamics, qui est installé à Kanchanbagh, Hyderabad et à  Bhanur (district de Medak) est le principal constructeur des missiles Agni et plus généralement des missiles indiens.
Les premiers tirs d'essai des missiles Agni sont effectués depuis un site provisoire le  Proof and Experimental Establishment (PXE) situé à  Chandipur dans le district de Balasore de l'état d'Orissa. En 2010 le DRDO crée sur l'Île Wheeler (rebaptisée île du docteur Abdul Kalam) située au large des côtes de l’État d'Orissa une base de lancement d'où s'effectueront à compter de cette date  tous les tirs d'essai des missiles Agni. 